# Savas
Savas ist eine französische Gemeinde mit 896 Einwohnern (Stand: 1. Januar 2022)  in der Region Auvergne-Rhône-Alpes. Sie liegt im Département Ardèche und gehört zum Arrondissement Tournon-sur-Rhône sowie zum Kanton Annonay-1.

## Geographie
Savas liegt etwa 52 Kilometer südlich von Lyon im Tal der Rhône. Der Fluss Ternay begrenzt die Gemeinde im Westen. Umgeben wird Savas von den Nachbargemeinden Saint-Jacques-d’Atticieux, Brossainc und Vinzieux im Norden, Félines im Nordosten, Peaugres im Osten, Saint-Clair und Boulieu-lès-Annonay im Süden, Saint-Marcel-lès-Annonay im Südwesten und Westen sowie Saint-Julien-Molin-Molette im Nordwesten.

## Bevölkerungsentwicklung
| Jahr                       | 1962 | 1968 | 1975 | 1982 | 1990 | 1999 | 2006 | 2012 | 2019 |
| Einwohner                  | 281  | 282  | 310  | 508  | 575  | 694  | 792  | 852  | 903  |
| Quellen: Cassini und INSEE |      |      |      |      |      |      |      |      |      |

## Sehenswürdigkeiten
- Ruinen der alten Kirche Saint-Julien en Goye
- neue Kirche Saint-Julien, im 15. Jahrhundert errichtet, heutiger Bau aus dem Jahre 1896
- Domäne Gourdan
- Waschhaus

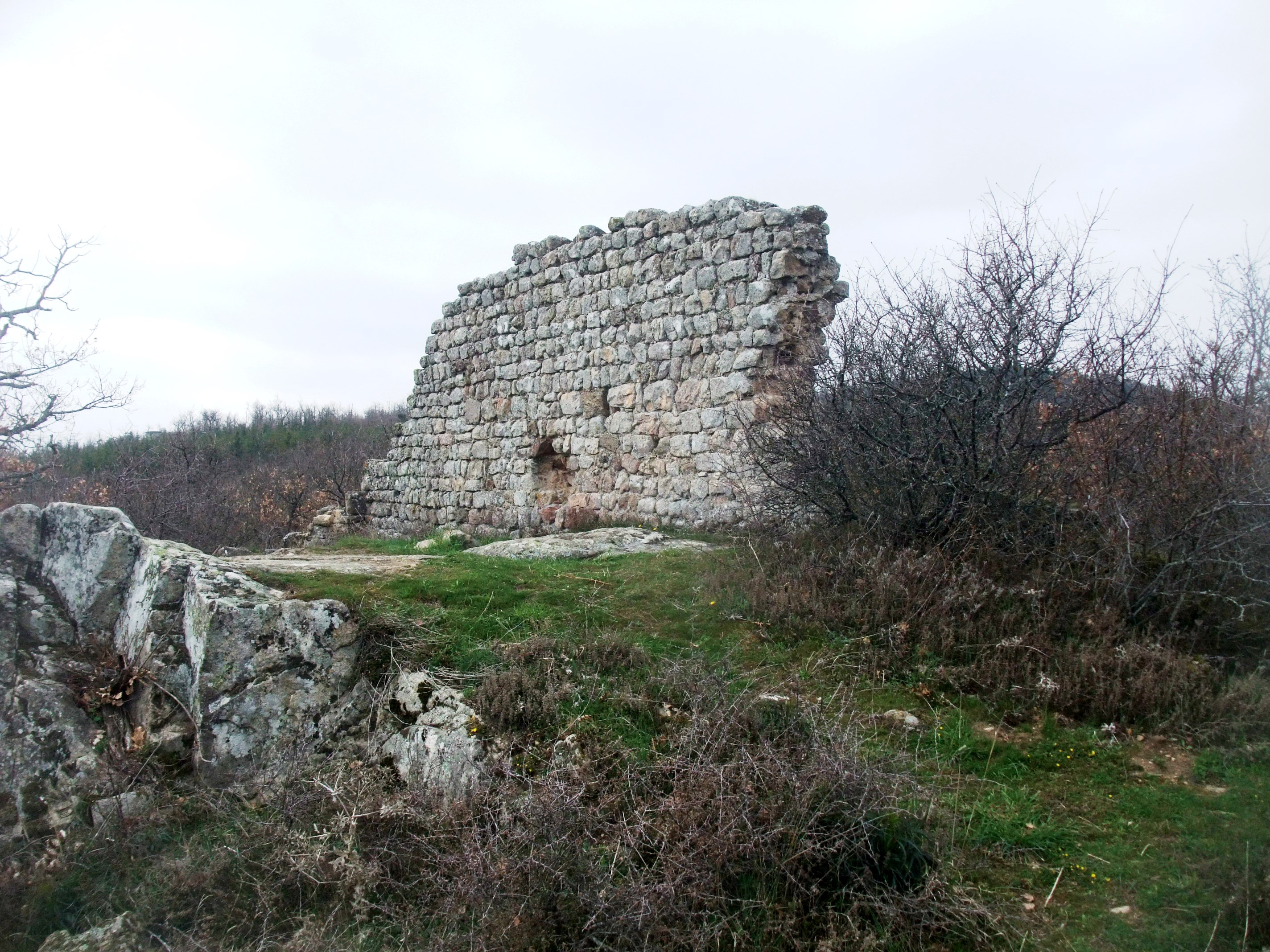
Mauerreste des früheren Heiligtums Saint-Julien-en-Goye
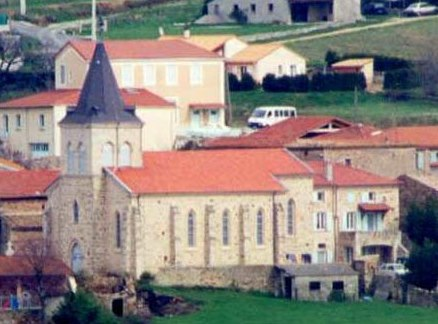
Kirche Saint-Julien
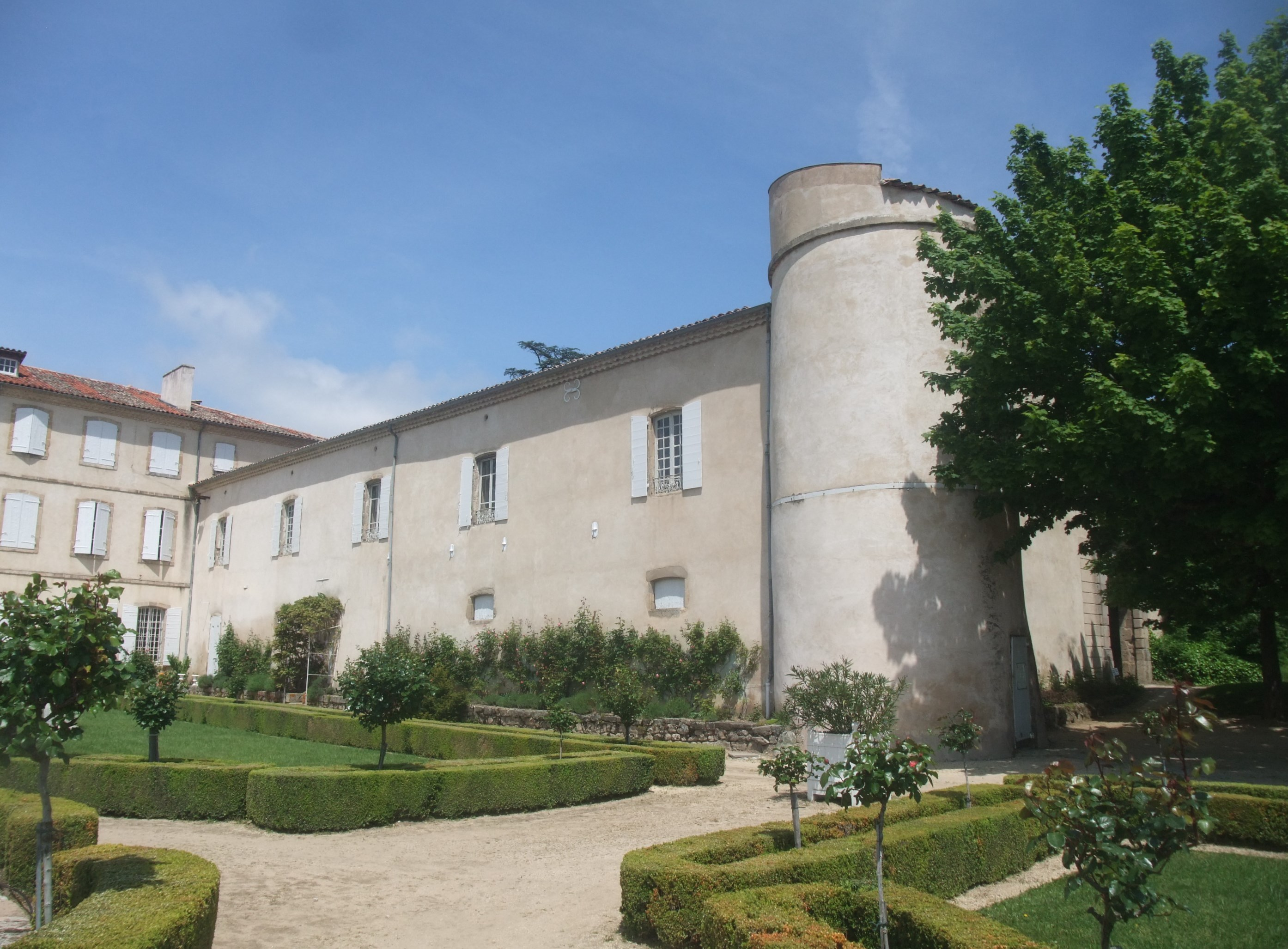
Domäne Gourdan
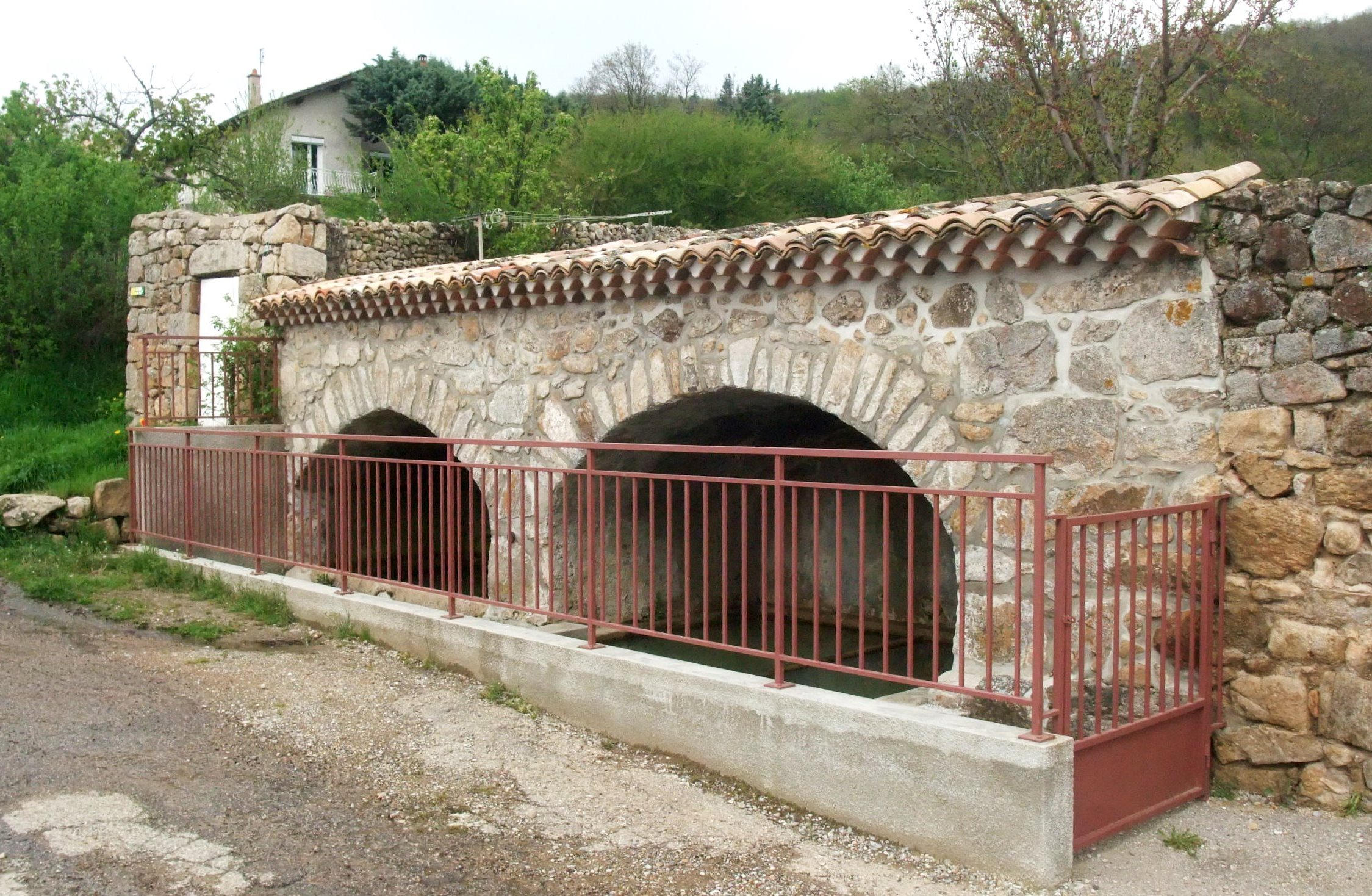
Altes Waschhaus